# Byron (Minnesota)
Byron es una ciudad ubicada en el condado de Olmsted en el estado estadounidense de Minnesota. En el Censo de 2010 tenía una población de 4914 habitantes y una densidad poblacional de 652,89 personas por km².

## Geografía
Byron se encuentra ubicada en las coordenadas 44°2′17″N 92°38′30″O / 44.03806, -92.64167. Según la Oficina del Censo de los Estados Unidos, Byron tiene una superficie total de 7.53 km², de la cual 7.53 km² corresponden a tierra firme y (0%) 0 km² es agua.

## Demografía
Según el censo de 2010, había 4914 personas residiendo en Byron. La densidad de población era de 652,89 hab./km². De los 4914 habitantes, Byron estaba compuesto por el 96.17% blancos, el 0.71% eran afroamericanos, el 0.08% eran amerindios, el 1% eran asiáticos, el 0.12% eran isleños del Pacífico, el 0.51% eran de otras razas y el 1.4% pertenecían a dos o más razas. Del total de la población el 1.79% eran hispanos o latinos de cualquier raza.